# Bayerische Wildalm
Die Bayerische Wildalm ist eine Alm auf der Südostflanke der Halserspitze im Mangfallgebirge, auf dem Gemeindegebiet der oberbayrischen Gemeinde Kreuth, und benachbart in Tirol im Gemeindegebiet Brandenberg (Bezirk Kufstein) der Wildalmfilz. Die Almregion, die trotz des Namens weitgehend auf österreichischem Gebiet liegt, ist eines der Gebiete in Deutschland und in Österreich, welche durch die Ramsar-Konvention als Feuchtgebiet internationaler Bedeutung geschützt sind.

## Geschichte
Der genaue Entstehungszeitpunkt der Alm lässt sich heute nur schwer nachvollziehen. Sicher ist jedoch, dass sie von Bauern aus dem Kreuther Tal bewirtschaftet wurde, welche vom Kloster Tegernsee abhängig waren. Aufgrund der Lage der Alm direkt an der Grenze zwischen dem Königreich Bayern und Österreich-Ungarn kam es immer wieder zu Grenzstreitigkeiten bezüglich des Bewirtschaftungsrechts. 1891 regulierte eine Kommission aus Innsbruck (K. K. Grundlasten-Ablösungs- und Regulierungs-Landeskommission) das Weiderecht jener Almen neu, welche, wie die Bayerische Wildalm, sowohl auf bayerischem als auch auf Tiroler Gebiet lagen. Den bayerischen Bauern wurde durch die Kommission ein Weiderecht vom 28. Juni bis zum 28. September für die ganze Bayerische Wildalm gewährt.
Heute ist die Bayerische Wildalm von österreichischer Seite durch eine Forststraße erschlossen. Sie wird nach wie vor bewirtschaftet. Außerdem befindet sich eine Selbstversorger-Hütte der DAV-Sektion Oberland auf dem Gelände.
Der österreichische Teil der Alm wird heutzutage auch als Sindelsdorfer-Alm bezeichnet.

## Bedeutung aus der Sicht des Naturschutzes
Die Wildalm ist zwischen den nördlichen Voralpen, der Flyschzone und den nördlichen Kalkalpen gelegen. Sowohl der österreichische als auch der bayerische Teil der Alm sind durch die Ramsar-Konvention – ein internationales Übereinkommen über Feuchtgebiete, insbesondere als Lebensraum für Wasser- und Watvögel – geschützt. Ausschlaggebend für die Nominierung als Schutzgebiet war das Bestehen eines für die Kalkalpen typischen Hochmoores und das Vorkommen vieler bedrohter Pflanzenarten. Bei dem Gebiet handelt es sich um eine Karst-Senke, dessen Moorbestand durch regelmäßige Überflutungen eines kleinen Baches sowie durch das Sickerwasser von den Abhängen der Polje gesichert wird. Der Bach versickert auf dem Gebiet der Alm in einem großen und mehreren kleinen Ponors. Das Schutzgebiet beherbergt typische Moorpflanzen wie die Schnabel-Segge, die Schlamm-Segge und Torfmoos. Im Süden schließt sich die ebenfalls geschützte Wildalmfilz an die Alm an.

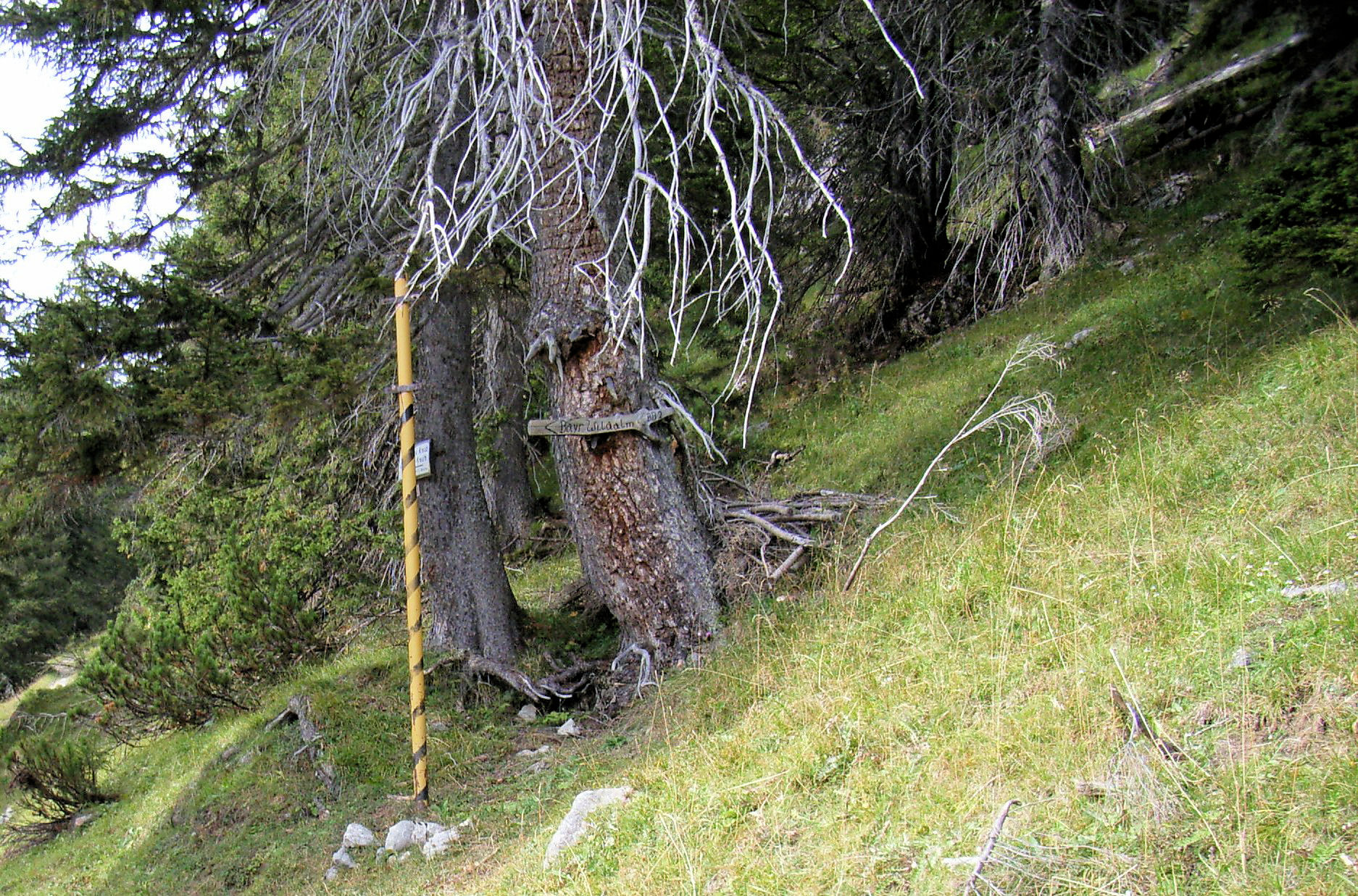
Grenzmarkierung an der deutsch-österreichischen Staatsgrenze nahe der Bayerischen Wildalm

Details zu den Ramsar-Schutzgebieten:
|                       | Österreich                         | Deutschland        | grenzübergreifend                 |
| Bezeichnung           | Bayerische Wildalm und Wildalmfilz | Bayerische Wildalm | Österreichisch–Bayerische Wildalm |
| --------------------- | ---------------------------------- | ------------------ | --------------------------------- |
| Ramsar-Gebiet Nummer: | 1489                               | 1723               | –                                 |
| Höhe:                 | 1430–1470 m                        | 1425–1470 m        | 1425–1470 m                       |
| Fläche:               | 133 ha                             | 7 ha               | 140 ha                            |
| Ausweisungsdatum:     | 15. Dezember 2004                  | 9. Oktober 2007    | 7. August 2008                    |